# Рассветный
Рассветный — посёлок в Карталинском районе Челябинской области России. Входит в состав Сухореченского сельского поселения.

## География
Через посёлок протекает река Сухая. Расстояние до районного центра города Карталы 19 км.

## История
Поселок официально зарегистрирован и назван в 1963 году в Полтавском сельсовете.
Работает 1-е отделение ООО «Рассвет»

## Население
| 2002 | 2010 |
| ---- | ---- |
| 316  | ↘268 |

## Улицы
- Набережная,
- Новостроящая,
- Содружества,
- Труда.

## Инфраструктура
- Фельдшерско-акушерский пункт.